# رستاخیز (رمان)
رستاخیز نام رمانی از لئو تولستوی، نویسندهٔ اهل روسیه است. این کتاب یکی از آثار مشهور ادبیات جهان است.

## معرفی کتابرستاخیز
رستاخیز کتابی از نویسندهٔ روسی لئو تولستوی است که در سال ۱۸۹۹میلادی منتشر شده است و حول محور دو شخصیت به نام‌های نخلدیف و ماسلوا است.
همان‌طور که همسر تولستوی می‌گوید: رستاخیز حاصل زندگی و به عبارتی زندگی‌نامهٔ تولستوی است. رستاخیز داستان شیرین و دلنشینی دارد و تولستوی آن را در میان‌سالی و دوران پختگی خود نوشته است.
در رستاخیز جوانی اصیل‌زاده و اشرافی، عاشق ندیمهٔ زیبا و جوان عمه‌هایش می‌شود و دامن وی را لکه‌دار می‌کند. ندیمهٔ جوان به عالم فساد و فحشا سقوط می‌کند و سال‌های متمادی برای تأمین معاش خود، به خودفروشی می‌پردازد تا اینکه قتلی صورت می‌گیرد و ندیمهٔ معصوم به عنوان متهم درجه اول در دادگاه حاضر می‌شود. جوان اصیل‌زاده که ده سال قبل دامن دختر جوان را لکه‌دار کرده است، جزو هیئت منصفه است. جوان اصیل‌زاده وقتی در دادگاه زن جوان را ملاقات کرده و از سرنوشت شوم و دردناک وی آگاه می‌شود، می‌فهمد که به دلیل یک لحظه کامجویی او چگونه دختر بی‌گناهی به مغاک انحطاط و تیرگی سقوط کرده است و در همین لحظه روح او دچار تحول و تغییر می‌شود و برای جبران گناه خود به پا می‌خیزد ولی آیا می‌تواند آب رفته را دوباره به جوی باز گرداند و سعادت ازدست‌رفتهٔ دختر جوان و نگون‌بخت را به او بازگرداند. او سرانجام دست به اصلاح خود می زند و تمام دارایی‌های خود را به فقرا می‌دهد، از نازو نعمت دست می‌کشد و به کمک به مردم روی می‌آورد. کارهایی که قبلاً با اشراف انجام می‌داده، دیگر هیچ ارزشی برایش ندارند. دوستان اشراف‌زاده‌اش به او می خندند و او را دیوانه قلمداد می‌کند. او تصمیم می‌گیرد که با ماسلوا ازدواج کند.
تولستوی در این رمان تصویری غم‌انگیز از طبقات فقیر جامعه ارائه می‌دهد و بر ظلم و ستمی که اشراف بر این طبقه روا می‌دارند، تأکید می‌کند.

## ترجمه به فارسی
رمان رستاخیز تاکنون چندین بار توسط مترجمان مختلف به زبان فارسی ترجمه شده و با مشخصات زیر به چاپ رسیده‌است:
- رستاخیز، ترجمۀ محمدعلی شیرازی، تهران: شرق، [۱۳xx]؛ تهران: اب‍ن‌س‍ی‍ن‍ا، ۱۳۳۹ ؛ ت‍ه‍ران‌: اردی‍ب‍ه‍ش‍ت‌، ۱۳۶۳.
- رس‍ت‍اخ‍ی‍ز‎‏‫، ت‍رج‍مۀ غ‍لام‍ع‍ل‍ی‌ وح‍ی‍د‌مازندرانی، ت‍ه‍ران‌‬‬‏‫: پدیده‬‏‫، ۱۳۱۵.‬‬
- رستاخیز، ترجمۀ رضوی و مرتضی اصغری، [بی نا]: بهزاد، ۱۳۶۳؛ [ت‍ه‍ران‌]: ن‍ک‍ت‍ه‌پ‍ردازان‌، ۱۳۶۹؛ تهران: اشجع: میکائیل‏‫، ۱۳۸۸.‬
- رس‍ت‍اخ‍ی‍ز، ت‍رج‍مۀ م‍ح‍م‍د م‍ج‍ل‍س‍ی‌، ت‍ه‍ران‌: دن‍ی‍ای‌ ن‍و‏‫، ۱۳۸۵.‏‬
- رستاخیز، برگردان پرویز شهدی، تهران: نشر به‌سخن: انتشارات مجید‏‫، ‏‫۱۳۹۵.‬‬
- رستاخیز، ترجمۀ علی‌اصغر حکمت، تهران: انتشارات دبیر، ‏‫‏‏‏۱۳۹۵؛ تهران: نشر ثالث‏‫، ‏‫۱۴۰۲؛ تهران: نگاه، ‏‫۱۳۹۷.‬
- رستاخیز، ترجمۀ شقایق ذوالفقاری، تهران: انتشارات آتیسا، ‏‫۱۴۰۰؛ تهران: ‏‫محراب دانش‏‫، ۱۴۰۱.‬
- رستاخیز،  ترجمۀ اسکندر ذبیحیان، تهران: توس، ‏‫۱۳۸۹.‬‬
- رستاخیز، ترجمۀ سروش حبیبی، تهران: انتشارات نیلوفر‏‫، ۱۳۹۸.‬